# Парламентская ассоциация женщин Уганды
Парламентская ассоциация женщин Уганды (англ. The Uganda Women Parliamentary Association, UWOPA) — это объединение депутатов национальных законодательных органов в Африке.

## История
Ассоциация является многопартийной парламентской фракцией, созданной во время работы 5-го парламента Уганды (1989–1994 годы). В её состав входят все женщины-депутаты Уганды. Дополнительно ассоциированными или почетными членами разрешено быть и мужчинам-депутатам парламента.

## Концепция
Ассоциация привлекала внимание к женским проблемам в законодательстве и государственной политике. «Благодаря её усилиям женщины относительно хорошо представлены на руководящих должностях в парламенте». 

## Деятельность
Ассоциация способствовала добавлению статей 32, 33 и 40 в Конституцию Уганды 1995 года. Статья 32 предусматривает позитивные действия для групп, подвергающихся дискриминации по признаку пола, возраста или инвалидности. В статье 33 сформулированы права женщин на равное обращение с мужчинами. Статья 40 гарантирует право женщин на отпуск по беременности и родам. Ассоциация лоббировала поправки к уголовному кодексу, согласно которым изнасилование карается смертной казнью, а также поправку к Закону о земле 1998 года, предоставляющую состоящим в браке женщинам совместное владение землей со своими мужьями. 
В восьмом парламенте Уганды (2006-2011 гг.) ассоциация поддержала минимизацию оппозиции прогрессивному гендерному законодательству: крупные законодательные акты были разбиты на более мелкие, менее противоречивые части, а депутаты-мужчины активно привлекались к законопроектам в защиту женщин. Ассоциация создала комиссию по равным возможностям (англ. Equal Opportunities Commission) в 2006 году, смогла принять закон против намеренного повреждения женских половых органов в 2009 году, торговли людьми в 2009 году и домашнего насилия в 2010 году.
Координатором ассоциации является угандийский юрист Моника Эмодинг.

## Внешние ссылки
- uwopa.or.ug — официальный сайт Парламентская ассоциация женщин Уганды